# Marc Brustenga
Marc Brustenga Masagué (* 4. září 1999) je španěleký profesionální silniční cyklista jezdící za UCI ProTeam Equipo Kern Pharma.

## Hlavní výsledky
2016
10. míso Troféu 15 d'Abril
2017
Ain Bugey Valromey Tour
vítěz 1. etapy (ITT)
Vuelta al Besaya
vítěz 2. etapy (TTT)
2018
vítěz GP Sant Pere–Perafort
4. místo La Peratallada
4. místo Troféu Abelardo Trenzano
8. místo Memorial Agustín Sagasti
9. místo Troféu Carlos Ferrán
2019
vítěz La Catalana–Peratallada
vítěz Pujada al Mirador d'Alcanar
vítěz Tour de l'Agglomération Saint-Avold Synergie
Tour de Chablais-Leman
vítěz 1. etapy
2. místo Troféu Abelardo Trenzano
3. místo GP Odena
3. místo Cursa Festes del Tura-Olot
4. místo Pla de Santa Maria
5. místo Boucles du Haut Var I
5. místo Criterium Ampuriabrava
5. místo Tour de Périgord
5. místo Clàssica Xavi Tondo
5. místo GP d'Availles Limouzine
6. místo Prix Vendanges–Maisonnais
8. místo Grand Prix de Faux-la-Montagne
8. místo Classic Jean-Patrick Dubuisson
9. místo Vienne Classic
2020
vítěz Grand Prix de Saint-Amour
5. místo Vienne Classic
5. místo Gran Clàssica Modest Capell
7. místo Cursa Festes del Tura-Olot
4 Jours As-en-Provence
8. místo celkově
vítěz etap 2 a 3
8. místo GP de la Saint-Romain
9. místo GP d'Ouverture Pierre Pinel
2021
vítěz Boucles de l'Essor
vítěz Zumaiako Saria–Zumaia
vítěz Aiztondo Klasika
vítěz Clássica Isaac Galvez
vítěz Vigo
Volta a Galicia
vítěz 1. etapy (ITT)
2. místo Clásica Ciudad de Torredonjimeno
2. místo San Juan Sari Nagusia–Segura
3. místo Memorial Pascual Momparler
4. místo Circuito del Guadiana
5. místo Memorial Ángel Lozano
5. místo GP Arroyo de la Encomienda